# رسم أولي

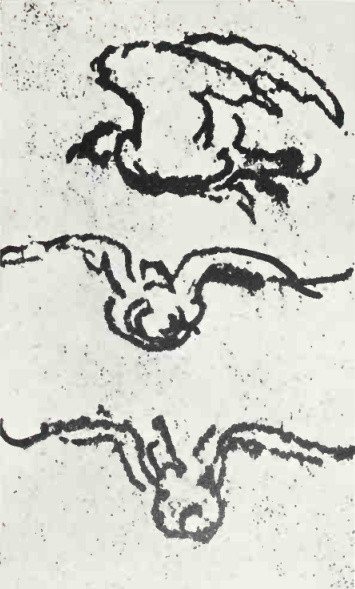
رسيمات لطائر في الجو، ليوناردو دا فينشي.

رسيمة أو الرُّسَامة أو الرسم الأولي هو رسم تقريبي ينفذ عادة باستخدام اليد الحرة ولا يشترط اكتماله وعادة ما يستخدم لتبسيط وتوضيح واظهار فكرة فراغية معينة وخصوصا في مجال العمارة. الإسكِتْش يعتبر من أهم المهارات التي يجب أن يتمكن منها المعماري والفنان التشكيلي.   
الرسم الذي يسبق مرحلة العمل الفني يعتبر المنطلق الحقيقي لأي عمل تشكيلي نحتا كان أو تصويرا زيتيا أو رسما مائيا ويتم تنفيذه بأقلام الرصاص أو الفحم أو أي أداة أخرى يسهل التعامل معها عند الحذف أو الإضافة، والاسكتش يعتبر الرسم التخطيطي كما يطلق عليه البعض من الخطوات الهامة في إنجاز العمل التشكيلي نتيجة لمرور الفنان من خلاله على مراجعة الشكل المراد تنفيذه قبل الشروع فيه وقد أخذ الاسكتش مكانته الفنية التي لا تقل عن أي عمل مكتمل باعتباره المحك الحقيقي لكشف قدرات الفنان وتمكنه من التحكم بأدواته وتأكيده على قدراته الإبداعية بالإضافة إلى ان الإحساس الحقيقي للعمل يكمن في تلك الخطوط وما تتضمنه من انفعالات وخفايا نفسية وجمالية لا يمكن ان تظهر الا لحظة تحرك القلم وبانفعال صادق محكوم بمرجعية أدائية آتية من موهبة حقيقية مدعمة بالدراسة أو الخبرات ولهذا تقام العديد من المعارض للأعمال التخطيطية لقدامى الفنانين أو للفنانين المعاصرين تتضمن الخطوات الأولى لأعمالهم الشهيرة.
الفنانون العالميون والإسكتش المتابع أو الدارس لتاريخ الفن والباحث في تجارب وخبرات الفنانين العالميين يجد لكل منهم مراحل تبدأ برسم الاسكتشات تتزامن مع الفكرة مرورا بما يطرأ عليها من تغيير وتبديل، ولنأخذ لوحة الموناليزا للفنان (ليوناردو دي فنشي) دليلا على أهمية الاسكتش حيث رسم العديد من التخطيطات عبر فترات مختلفة إلى ان استقر على الشكل النهائي لها، كما هي أيضا تخطيطات الفنان فان جوخ في لوحة امرأة تحمل طفلا وتخطيطات الفنان رمبرانت في لوحة مصففة الشعر وتخطيطات الفنان دافنشي للوحة الموناليزا واسكتشات الفنان بيكاسو على أن آخر أعماله التكعيبية لا تعطي للمشاهد أن هذا الفنان انطلق من بناء العمل على الأصول والأسس الأكاديمية التي أصبحت دروساً أساسية في دراسة الفنون التشكيلية.
مقومات الإسكتش ومراحله الاسكتش أو الرسم الأولى لأي عمل فني يتم القيام به في حالتين، الأولى اعتمادا على فكرة غير مباشرة آتية من مختزل خيالي نتيجة لمكتسب بصري سابق وهذه الطريقة المرجعية لا ينجح فيها إلا أصحاب الذاكرة البصرية المتميزة والقوية التي تحتفظ بالتفاصيل دون إخلال بالكل، أما الحالة الثانية فهي الرسم المباشر من الطبيعة وهذا يعني خروج الفنان من مرسمه والتنقل في المواقع التي يرغب الرسم منها كالأسواق المزدحمة بالناس أو الطبيعة كالمزارع والأنهار أو البحر.... إلخ.
وفي كلتا الحالتين نجد ان نجاح الاسكتش واحتواءه على الشكل الذي يراد رسمه هو الأهم إذ ان في ضعف الأداء ما ينقل العيوب ويشوه الموضوع وهنا يمكن لنا اكتشاف عيوب الكثير من الفنانين ووجود مناطق ضعف في أعمالهم كالتشريح والنسب والأبعاد وتوزيع العناصر ومراعاة علاقات الكتلة بالفراغ عبر اختيار الزاوية الجيدة عند رسم الاسكتش ولهذا تجد ان البعض يهرب إلى العمل الفني التجريدي أو الرمزي علما أن التجريديين في العالم بدؤوا بالواقعية وان العمل الفني أياً كان ومهما بعد في ظاهره عن القيم والأساس الأكاديمية التقنية وليست المعلومة إلا أن العارف يكشف ما يسبق هذا العمل من قدرات عند الفنان.
ولن نكون فاضحين لواقع الكثير من الفنانين والفنانات حينما نطالب بإقامة مسابقة للاسكتش وقد سبق ان طرحت الفكرة بين مجموعة من الفنانين للخروج للطبيعة والرسوم المباشر منها فتراجع الكثير والأسباب معروفة والفرق واضح بين من يتعامل مع الاسكتش وبين من ينقل من صور فوتوغرافية وبأساليب يعرفها العارفون، فالاسكتش أو الرسم المباشر والسريع يحمل الكثير من جمال الأداء ويحتمل التغيير والتبديل وبرشاقة يرى الكثير فيها خصوصا من محبي اقتناء اللوحات أو من أصحاب المتاحف الراغبة في امتلاكها لندرتها نتيجة تخلص الفنان منها بعد إنجاز العمل الملون.
دور الإسكتش في الاحتفاظ بالفكرة وللاسكتش دور هام في الاحتفاظ بالفكرة لحظة تجليها في ذاكرة الفنان أو وقوع عينه على زاوية يرى فيها موضوعاً جيداً للوحة ولهذا نجد غالبية الفنانين يحملون أقلام الرصاص والدفاتر الصغيرة لمثل هذه المواقف التي لا تتكرر وقد يذهب توهجها الفني الذي تم اصطياده في لحظة محسوبة زمنيا ووجدانيا وتقنيا.
مرونة الإسكتش ومن الأمور الجميلة في التعامل مع الاسكتش مرونة الحركة عند رسم أي موضوع إذ إنه بإمكان الفنان التحرك والبحث عن الزاوية المناسبة وتكرار التجربة والتعامل مع ظروف الوقت وتحرك الضوء والظل فبإمكان الفنان تحديد النور والظل والألوان بتسجيل الملاحظات والإشارة إليها.
التمرين للمبتدئين الاسكتش هو الخطوة الأولى لأي فنان أو دارس لتقنيات الرسم ولهذا نجد المعلمين المتخصصين في الرسم والتشكيل والمتقنين له حريصين جدا على تطور تجارب تلامذتهم ومقدمين لهم النصائح الفنية وهذا الأمر لا يتوقف عند حدود أو مراحل الفنان بل تبقى ملازمة له فالاسكتش بمثابة القاموس اللغوي لا بد من الرجوع إليه وممارسته وبشكل شبه يومي تمرينا لليد وللعين والذاكرة البصرية والتقنية.
ومن خلال هذا الطرح نتلمس ما يقارب الست جوانب، والتي نتعرف عن كثب بالمعنى والفائدة من الاعتماد على العمل بالممارسة لتأسيس الأعمال المختلفة عن طريق الاسكتش البسيط.

## وصلات خارجية
- Day Chyi Ku. 2007. Integrating Sketch-based 3D. Modeling and Personalised. Sketchy Rendering into. Conceptual Design. School of Engineering and Design. Brunel University.